# Wind (film)
 For alternative betydninger, se Wind (flertydig).
Wind er en amerikansk computeranimeret kortfilm fra 2019, som er instrueret og skrevet af Edwin Chang, produceret af Pixar Animation Studios og distribueret af Walt Disney Studios Motion Pictures . Det er den femte film i Pixars SparkShorts- program og hanlder om en bedstemor og et barnebarn, der forsøger at slippe ud af en endeløs afgrund.  Kortfilmen blev udgivet på Disney+ den 13. december 2019.